# Tsūgen Jakurei
Tsūgen Jakurei (ur. 1322, zm. 1391; jap. 通幻寂靈) – japoński mistrz zen szkoły sōtō, uczeń Gasana Jōsekiego.

## Życiorys
Pochodził z Bungo na wyspie Kiusiu. Był bardzo utalentowanym dzieckiem i już w dzieciństwie czytał buddyjskie sutry. W wieku 17 lat postanowił zostać mnichem. Pierwsze kroki w karierze mnisiej uczynił jeszcze na swojej rodzinnej wyspie. Po jakimś czasie udał się jednak na północ i zamieszkał w klasztorze Daijō w miejscowości Kaga, który był prowadzony przez Meihō Sotetsu. Tsūgen był bardzo zdeterminowanym mnichem, praktykował nieustannie dniem i nocą i doczekał się szacunku i podziwu ze strony nie tylko mnichów, ale i ludzi świeckich.
Po ponad dziesięciu latach spędzonych w Daijō-ji, przeniósł się w 1352 roku do Sōji-ji prowadzonego przez Gasana Jōsekiego. W 1356 roku przeżył doświadczenie wielkiego oświecenia.
Tsūgen w wielkim stopniu przyczynił się do rozpropagowania szkoły sōtō. Założył wiele głównych klasztorów, które umożliwiły następnie powstanie wielu mniejszych klasztorów filialnych.
Na życzenie lokalnego pana Hosokawy Yoriyuki (1329-1392) poprowadził klasztor Yōtaku w Tambie. Jego nauczanie przyciągnęło wielu nowych uczniów. Był to okres, gdy jednym z elementów praktyki było szerokie wykorzystywanie kōanów. Najwyraźniej dochodziło do pewnych nadużyć, gdyż w jednym z podręczników kōanowych (jap. monsan) zapisano, iż Tsūgen zabronił swoim uczniom nauczania kōnganów bez autoryzacji.
Ustanowienie systemu rejestracji mnichów przez siogunat Ashikagów w celu administracyjnej kontroli klasztorów gozan nadało Tsūgenowi impet do wzmocnienia linii Gasana w Sōji-ji i jego własnej linii w Yōtaku-ji. W 1378 roku Tsūgen proklamował Sōji-ji głównym klasztorem (jap. honji) linii Gasana, a w 1391 roku ogłosił Yōtaku-ji głównym klasztorem jego linii przekazu.
Był również czterokrotnie (np. w 1382 roku) wybierany opatem klasztoru Sōji. Razem z innymi mistrzami zen z linii przekazu Gasana, zorganizował konferencję w tym klasztorze poświęconą sprawom organizacyjnym.
Z mistrzem tym związane są m.in. takie klasztory jak Ryūsen-ji (龍泉寺) i Yōtaku-ji. Tsūgen wybudował Ryūsen-ji w 1367 roku. Klasztor ten był ulubioną świątynią rodu Honda, który dokonywał wiele dotacji na jej rzecz. Klasztor opiekował się grobami rodu i ich konserwacją.
W 1390 roku Tsūgen i Baisan Monpon zapoczątkowali w Sōji-ji system rotacji opatów, ustanowiony przez Keizana Jōkina dla Yōkō-ji. Ich polityka również stworzyła sekciarskie frakcje w szkole sōtō dzięki połączeniu linearnego systemu sukcesji i urzędów klasztornych w jeden administracyjny i finansowy system. Wszystkie następne pokolenia wykorzystywały ten system do stopniowego rozwoju poszczególnych frakcji. System ten był używany również do tworzenia związków małych świątyń i klasztorów w głównymi klasztorami.
Mistrz zen Tsūgen Jakurei zmarł 5 dnia 5 miesiąca w 1391 roku.
Największą frakcję w szkole sōtō stanowią linie przekazu wywodzące się od Tsūgena.

## Linia przekazu Dharmy zen
Pierwsza liczba oznacza liczbę pokoleń od Pierwszego Patriarchy chan w Indiach Mahakaśjapy.
Druga liczba oznacza liczbę pokoleń od Pierwszego Patriarchy chan w Chinach Bodhidharmy.
Trzecia liczba oznacza początek nowej linii przekazu w innym kraju.
- 51/24. Tiantong Rujing (1163–1228)

- 52/25/1. Eihei Dōgen Kigen (1200–1253) Japonia. Szkoła sōtō

- 53/26/2. Sōkai
- 53/26/2. Senne (Yōkō-an)

- 54/27/3. Kyōgō (Yōkō-an)

- 53/26/2. Shinchi Kakushin (1207–1280)
- 53/26/2. Kangan Giin (1217–1300) (Daiji-ji)

- 54/27/3. Shidō Shōyū (zm. 1301 (Daiji-ji)
- 54/27/3. Tetsuzan Shian (Daiji-ji)

- 55/28/4. Gishō

- 56/29/5. Hohan

- 57/30/6. Gyokukan

- 58/31/7. Senten

- 55/28/4. Daiko

- 56/29/5. Gikai

- 57/30/6. Meishitsu

- 55/28/4. Ten’an

- 56/29/5. Chōkei

- 57/30/6. Ryōshitsu

- 55/28/4. Shiryō

- 56/29/5. Mutō

- 54/27/3. Ninnō Jōki

- 55/28/4. Gen’e

- 56/29/5. Zuiseki
- 56/29/5. Sansen

- 55/28/4. Saijū
- 55/28/4. Giyū

- 56/29/5. Baiin

- 55/28/4. Mōan
- 55/28/4. Kozen
- 55/28/4. Tekiden
- 55/28/4. Etsuō

- 54/27/3. Gukoku

- 55/28/4. Musetsu

- 56/29/5. Meian

- 53/26/2. Eihei Koun Ejō (1198–1280) (Eihei-ji)

- 54/27/3. Gien (zm. 1314) (Eihei-ji)
- 54/27/3. Jakuen (chin. Jiyuan) (1207-8.10.1299) (Hōkyō-ji)

- 55/28/4. Giun (Hōkyō-ji)

- 56/29/5. Donki (Hōkyō-ji)

- 54/27/3. Daijo Tettsū Gikai (1219–1309) (Daijō-ji)

- 55/28/4. Eiko Keizan Jōkin (1267–1325) (Daijō-ji)

- 56/29/5. Mugai Chikō (zm. 1351)
- 56/29/5. Koan Shikan (zm. 1341)

- 57/30/6. Zuiō

- 56/29/5. Gasan Jōseki (1276-1366)

- 57/30/6. Soitsu mniszka zen
- 57/30/6. Mugai Enshō (1311-1381)
- 57/30/6. Tsūgen Jakurei (1322-1391)

- 58/31/7. Ikkei Eishū (zm. 1403)
- 58/31/7. Ryōan Emyō (1337-1411) (Saijō-ji)

- 59/32/8. Myōkaku Doryō (bd)
- 59/32/8. Mugoku Etetsu (1350-1430) (Ryūon-ji)
- 59/32/8. Daikō Myōshū (zm. 1437) (Sōnei-ji)

- 58/31/7. Sekioku Shinryō (1345-1423) (Fukushō-ji)
- 58/31/7. Tenshin Jishō (-)
- 58/31/7. Fusai Zenkyū (1347-1408) (Zenrin-ji)

- 57/30/6. Musai Jinshō (zm. 1381)
- 57/30/6. Gennō Shinshō (1329-1400)
- 57/30/6. Taigen Shōshin (zm. ok. 1371)
- 57/30/6. Gessen Ryōin (1319-1400)
- 57/30/6. Mutan Sokan (zm. 1387)
- 57/30/6. Jikugen Chōsai (bd)
- 57/30/6. Dōsō Dōai (zm. 1379)
- 57/30/6. Chikudō Ryōgen (bd)
- 57/30/6. Jippō Ryōshū (zm. 1405)
- 57/30/6. Mutei Ryōshō (1313-1361)
- 57/30/6. Mutō Esū (bd)
- 57/30/6. Daitetsu Sōrei (1333-1408)

- 56/29/5. Meihō Sotetsu (1277-1350)
- 56/29/5. Kohō Kakumyō (1271-1361)
- 56/29/5. Genka Tekkyō (zm. 1321)

- 57/30.6. Genshō Chinzan (bd)

- 56/29/5. Ekyū (bd) pierwsza znana mniszka, która otrzymała przekaz Dharmy szkoły sōtō